# Мілаково (гміна)
Гміна Мілаково (пол. Gmina Miłakowo) — місько-сільська гміна у північній Польщі. Належить до Острудського повіту Вармінсько-Мазурського воєводства.
Станом на 31 грудня 2011 у гміні проживало 5812 осіб.

## Територія
Згідно з даними за 2007 рік площа гміни становила 159.36 км², у тому числі:
- орні землі: 62.00%
- ліси: 19.00%

Таким чином, площа гміни становить 9.03% площі повіту.

## Населення
Станом на 31 грудня 2011:
| Опис     | Загалом | Загалом | Чоловіки | Чоловіки | Жінки | Жінки |
| -------- | ------- | ------- | -------- | -------- | ----- | ----- |
| одиниця  | осіб    | %       | осіб     | %        | осіб  | %     |
| все      | 5812    | 100     | 2912     | 50.10    | 2900  | 49.90 |
| міське   | 2727    | 100     | 1338     | 49.06    | 1389  | 50.94 |
| сільське | 3085    | 100     | 1574     | 51.02    | 1511  | 48.98 |

## Сусідні гміни
Гміна Мілаково межує з такими гмінами: Ґодково, Любоміно, Моронґ, Орнета, Сьвйонткі.